# Waingroves
Waingroves – wieś w Anglii, w hrabstwie Derbyshire, w dystrykcie Amber Valley. Leży 15 km na północny wschód od miasta Derby i 191 km na północny zachód od Londynu.